# フェデックス・エクスプレス
フェデックス・エクスプレス（英：FedEx Express、以前はフェデラル・エクスプレス）はアメリカ合衆国テネシー州メンフィスを拠点とする大手貨物航空会社。フェデックス・コーポレーショングループを構成する中核企業。IATAレポートによれば、航空貨物においてFedEX Expressはトンキロ換算で世界一の事業者であった（2020年）。
フェデックス・コーポレーションの貨物航空部門子会社として、フェデックス・ブランドの下で貨物航空機（カーゴ機）の運航を担当している。貨物輸送トン数で世界最大の航空会社であり、2015年時点での1日あたりの平均輸送量は小包400万個以上、貨物約5,000トン以上に及び、220以上の国と地域、375の空港を結び貨物機を運行している。また、保有機材数の面でも、セスナなどの小型機からボーイング777といった大型機まで、合計700機以上の航空機を有している。
現在フェデックス・エクスプレス社はどの航空連合にも属さない独立系の会社として運航している。

## 歴史

### スミスのレポート
フェデックスのビジネスモデルは、1960年代頃創業者の「フレデリック・W・スミス」がイエール大学の学部生だったとき思いついたアイディアが元になっている。
スミスは小包をアメリカ国内のあらゆる場所に迅速に配達することを可能にする、効率的な航空輸送ネットワークに関する研究論文を提出した。論文の中でスミスは、現代社会において「時間」は大きな価値があるが、小型電子回路の発展により各地で大量に生産される非常に小さな電子部品の輸送についてメーカーは課題を抱えていることを指摘し、この問題を解決できるのは貨物専門会社によるスピーディな輸送であると主張した。
さらにスミスは、アメリカの航空業界はこの問題を解決するには非常に不向きであると指摘した。A地点からB地点への輸送を行う時に旅客機で輸送を行った場合、直行便で行うことはその路線が存在しない場合難しい。そのため一度どこかで中継輸送を行う必要がある。しかしこの中継輸送は貨物輸送会社のキャパシティの問題があるほか、複数の運送会社が関与するため責任の所在が不明確になるという問題があった。また基本的に旅客便は昼間の飛行が主であるため、翌日までに届けるようにするためには夜間に輸送を行うことが必要だと主張した。
このため貨物の効率的で正確な仕分けを行うために、ニューヨークからボストンといった短距離であっても、夜間のうちに一度メンフィスに航空便で貨物を集約させてから朝までに各地に輸送するハブ・アンド・スポークを用いた輸送方法を考えた。そしてこれらの問題を解決するためには、集荷から、航空輸送、トラック輸送、仕分け、そして最終的な配達までを一つの会社が行うアイディアを提案した。
しかしこのレポートの内容について、当時の航空業界の厳しい規制や苛烈な競争下では実現することはないと判断した教授は、この論文の評価を C 評価（平均的）としたとされている。しかしこの成績については2004年のインタビューで、「覚えていないが多分いつも通りの「C」評価だったと思う」と答えたはずが、「覚えていない」という正確な答えではなく、推測で話した評価だけが独り歩きしてしまったと語っている。

### フェデラル・エクスプレス

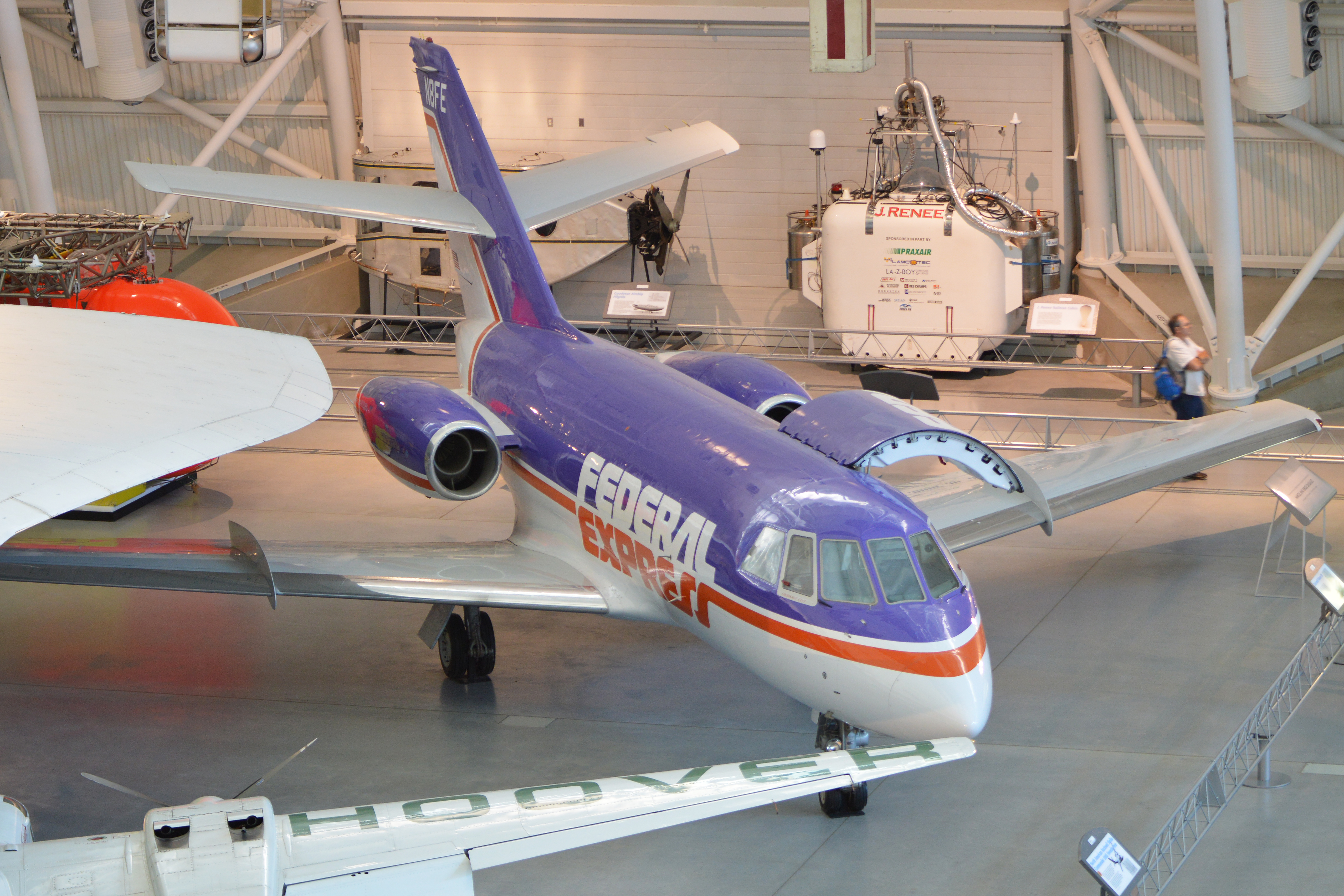
ダッソー ファルコン20型機「Wendy」（フェデラル・エクスプレスの最初の機体）

1966年にイエール大学を経済学と政治学の学士号を取得して卒業したスミスは、海兵隊のパイロットと航空機整備事業を経験した後、1971年に父親から相続した400万ドルとベンチャーキャピタルから集めた9,100万ドルを元手に、前述のアイディアを実現するためクリントン・ナショナル空港に「フェデラル・エクスプレス」を設立した。しかし空港からの支援を受けられなかったことを原因として、1973年に拠点をメンフィス国際空港に移転している。
同社は1973年4月17日に運行を開始し、アメリカの25の夜の街をダッソー ファルコン 20で結んだ。この日運んだ荷物は186個だった。
貨物量は順調に増加を続けていたが、1974年ごろには燃料価格の高騰により月に最大100万ドルの赤字に陥った。スミスは会社を存続させるために銀行や投資家などからの資金調達に奔走した。しかしある企業からの資金調達が得られなかったときスミスはメンフィスへ戻るのではなく、ラスベガス行きの便に飛び乗った。そこで彼はブラックジャックで勝ち27,000ドルを手に入れた。この時得た資金はフェデックスを復活させるには雀の涙ほどの額だったが、スミスは「状況が好転する兆し」だったと後に語っている。最初の2年間で1,340万ドルの損出を生み出したが、投資家や銀行などの資金調達で会社は存続し、徐々に輸送量は増え続け1976年には360万ドルの利益を上げた。
1977年には規制緩和により貨物専用航空会社の運行路線の制限が撤廃された。このことから更に大型なボーイング727型機を7機購入しさらなる路線増加、貨物増加に対応した。そして1978年にニューヨーク証券取引所に上場した。順調に貨物量・売上を伸ばしていった同社は、1983年に売上が10億ドルを超えた。
1986年、ニューアーク・リバティー国際空港に新しくハブを開設し、1988年にはインディアナポリス国際空港とオークランド国際空港にもハブを開設した。1989年にもテッド・スティーブンス・アンカレッジ国際空港にハブを開設し、フライング・タイガー・ラインを買収して国際貨物輸送への足がかりとした。なお日本法人は1984年に開設されている。
1994年、フェデラル・エクスプレスはニックネームとして使用されていた「FedEx」を正式にサービス名として使用することにした。同年、初のオンライン経由で荷物の追跡を行えるウェブサイト「fedex.com」を立ち上げた。
1995年、エバーグリーン航空を買収し、中国へと路線網を広げた。また「アジア太平洋ハブ」として、フィリピンのスービック・ベイ国際空港にハブを開設。更に1997年にアメリカのハブとしてフォートワース・アライアンス空港に、1999年にヨーロッパハブとしてシャルル・ド・ゴール空港にそれぞれハブを開設した。

### フェデックス・エクスプレス
1998年、フェデックスはキャリバーシステムを合併する際、持株会社「FDXコーポレーション」を設立しその子会社として各社を再編した。そして2000年にすべてのブランド名を統一することを決定し、親会社「FDXコーポレーション」は「フェデックス・コーポレーション」 に、航空輸送を行う「フェデラル・エクスプレス」は「フェデックス・エクスプレス」に社名を変更した。
2000年代後半の不況では、多くの企業が経費削減の必要に迫られ輸送を中止するか、より安価な輸送方法に切り替えたことでフェデックスは大きな打撃を受けた。そこでマクドネル・ダグラス DC-10やエアバスA310などの旧式で効率の悪い航空機の一部を退役させるほか、人員削減や労働時間の削減を行った。
2009年2月6日にアジア太平洋ハブをフィリピンのスービック・ベイ国際空港から広州の広州白雲国際空港にハブを移転。
2010年10月27日、ドイツのケルン・ボン空港に中央・東ヨーロッパのハブを開設。
そして2014年4月には関西国際空港に北太平洋地域ハブを開設しアジアとアメリカをつなぐ拠点として運用を開始した。

## 保有機材
フェデックス・エクスプレス社の保有機材は、以下の航空機で構成されている（2024年12月現在）。
| 機材                       | 運航中 | 発注 | 備考                                                                          |
| -------------------------- | ------ | ---- | ----------------------------------------------------------------------------- |
| エアバスA300F4-600R        | 65     | —    | 27機はリースバックにより2024年までに退役予定                                  |
| ボーイング757-200SF        | 92     | —    |                                                                               |
| ボーイング767-300ERF       | 139    | 13   | 2025年度までデリバリー予定                                                    |
| ボーイング777F             | 57     | 2    | MD-11の後継機 最大のボーイング777F運航航空会社                                |
| マクドネル・ダグラスMD-11F | 37     | —    | 10機はリースバックにより2025年までに退役予定 退役時期を2028年から2032年に延期 |
| 合計                       | 390    | 15   |                                                                               |
| FedEx Feeder 運行機体      |        |      |                                                                               |
| ボーイング737-800BCF       | 8      | —    | ASL航空ベルギー、ASL航空フランス、ウエスト・エア・スウェーデン によって運航   |
| ATR 42-300/320             | 18     | —    |                                                                               |
| ATR 72-200F                | 19     | —    |                                                                               |
| ATR 72-600F                | 20     | 10   | ローンチカスタマー 2020年納入開始                                             |
| セスナ 208B                | 233    | —    |                                                                               |
| セスナ 408B                | 19     | 31   | 2022年5月納入開始                                                             |
| 合計                       | 317    | 41   |                                                                               |

- エアバス A300F4-600R
- マクドネル・ダグラス MD-11F
- ボーイング757-200SF
- ボーイング777F
- ATR42-300F
- ATR 72-200F
- セスナ 208B
- ボーイング747-200F（旧塗装）
- MD-11F（旧塗装）

フェデックスの保有する航空機は、フェデックス・エクスプレス（FedEx Express）とフェデックス・フィーダー（FedEx Feeder）の2社によって運航されている。このうち、前者はMD-11などのジェット機の運航を、後者はセスナ208Bなどターボプロップ機の運航を担当している。

## 事故・事件
- 1994年4月7日：メンフィス空港を離陸したフェデラル・エクスプレス705便（マクドネル・ダグラスDC-10F型機、N306FE）の機内で、非番で搭乗した男が705便のクルーたちをハンマーなどで襲った。男は705便をハイジャックして機体をメンフィスにあるフェデックスの社屋に墜落させることを目論んでいたが、クルーたちの反撃によって失敗した。機長の操縦でメンフィス空港に着陸した後、男は逮捕された。
- 1996年9月5日：メンフィスからローガン国際空港へ向かっていたフェデラル・エクスプレス1406便（マクドネル・ダグラスDC-10F型機、N68055）がニューヨーク上空を飛行中に貨物室で原因不明の火災が発生した。ニューヨーク州のスチュワート国際空港への緊急着陸に成功し、乗客乗員は無事だったが機体は全焼した[19]。
- 1997年7月31日：ニューアーク国際空港に着陸しようとしたフェデラル・エクスプレス14便（マクドネル・ダグラスMD-11F型機、N611FE）が着陸を急いだ機長の過大な操縦により着陸直前に不安定な姿勢になった。姿勢を崩した機体は滑走路でバウンドして着陸に失敗した。機体は炎上し全損したが、搭乗していた5名は脱出して無事だった。
- 1999年10月17日：フィリピンのスービック・ベイ国際空港に着陸しようとしたフェデックス・エクスプレス87便（マクドネル・ダグラスMD-11F型機、N581FE）が、滑走路で停止出来ずオーバーランし、海に突っ込んで大破し水没。幸い死者は無かった。
- 2002年7月26日：タラハシー国際空港（英語版）へ着陸しようとしたフェデックス・エクスプレス1478便（ボーイング727-232F、N497FE）が、滑走路手前の木々に衝突しながら墜落した。幸い死者は無かった。
- 2003年12月18日：メンフィス国際空港に着陸しようとしたフェデックス・エクスプレス647便（ボーイングMD-10-10型機、N364FE）が、着陸時にハードランディングし右主翼が滑走路に衝突し炎上した。乗員乗客7名全員は脱出して無事だった。
- 2006年7月28日：メンフィス国際空港に着陸しようとしたフェデックス・エクスプレス630便（ボーイングMD-10-10型機、N391FE）が、着陸装置の不具合と金属疲労により破損し、着陸に失敗。この破損で左主翼が破損し漏れ出した燃料に引火し炎上した。乗客乗員3人は脱出して無事だった。
- 2009年3月23日：強風の中で成田国際空港に着陸しようとしたフェデックス・エクスプレス80便（マクドネル・ダグラスMD-11F型機、N526FE）が、着陸時に滑走路上で2回バウンドして着陸に失敗した。宙返りになった機体は滑走路脇にたたきつけられ炎上した。乗員2名全員が死亡。
- 2016年10月28日：フロリダ州フォートローダーデール・ハリウッド国際空港に着陸しようとしたフェデックス・エクスプレス910便（ボーイングMD-10-10F型機、N370FE）が、着陸時に左メインギアが破損し左主翼及び左エンジンが滑走路を引きずり炎上。乗員2名は脱出して無事だった。